# Palingoproer

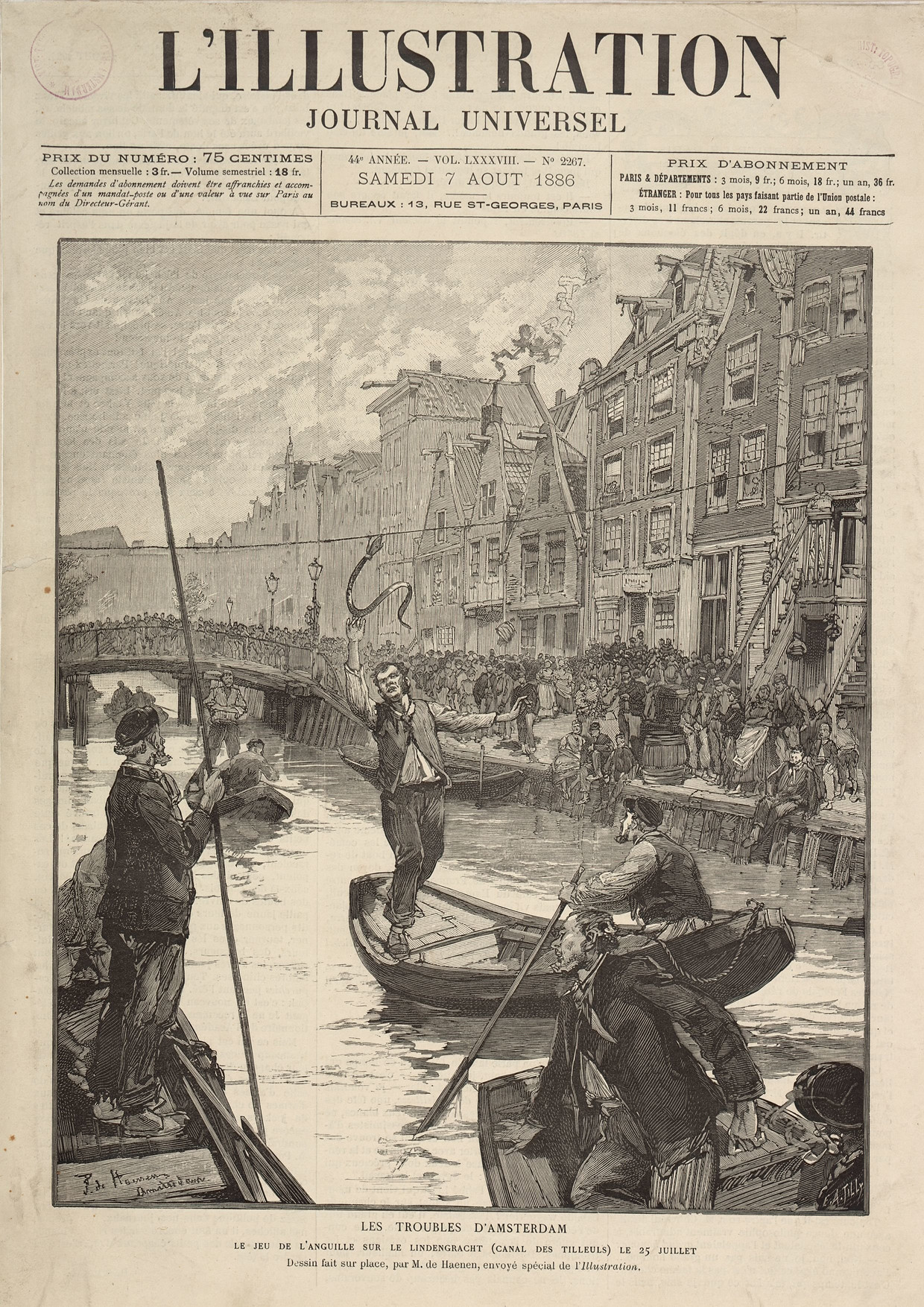
Het palingtrekken, overgenomen van de voorpagina van L'Illustration van 7 augustus 1886

Het Palingoproer was een volksopstand in de Jordaan in Amsterdam op 25 juli en 26 juli 1886. De rellen ontstonden toen de politie het spelen van het verboden spel palingtrekken aan de Lindengracht probeerde te verijdelen. Bij het oproer dat volgde vielen 27 doden, al praten sommige bronnen over 26 of 28 doden. Er is geen officiële lijst van slachtoffers. Sociaal historici plaatsen de gebeurtenissen in een context van maatschappelijke spanningen als gevolg van toenemende (sociaal-economische) verschillen in de 19e-eeuwse Amsterdamse samenleving.

## Aanleiding
Het palingtrekken was een kwelspel. Over een gracht werd een touw gespannen waaraan een levende paling hing. De spelers moesten daar in bootjes onderdoor varen en de glibberige paling proberen te pakken, met het risico in het water te belanden. Het palingtrekken was, als "wreed volksvermaak", door de overheid verboden.
Op zondag 25 juli 1886 was onder grote publieke belangstelling een spelletje palingtrekken bij de Zaterdagse brug over de Lindengracht begonnen toen de politie ingreep. Politieagenten sneden het touw waaraan de paling hing door. Hierop keerden de toeschouwers zich tegen de agenten. Een agent werd in een kelder getrokken en kreeg daar een pak slaag. De andere agenten wisten zich met de getrokken sabel een weg te banen door de woedende menigte om versterking te halen. De politie trad hard op, maar wist 's avonds pas om 10 uur de orde te herstellen toen de meeste mensen naar huis gingen wanneer het ging regenen.

## Maandag 26 juli

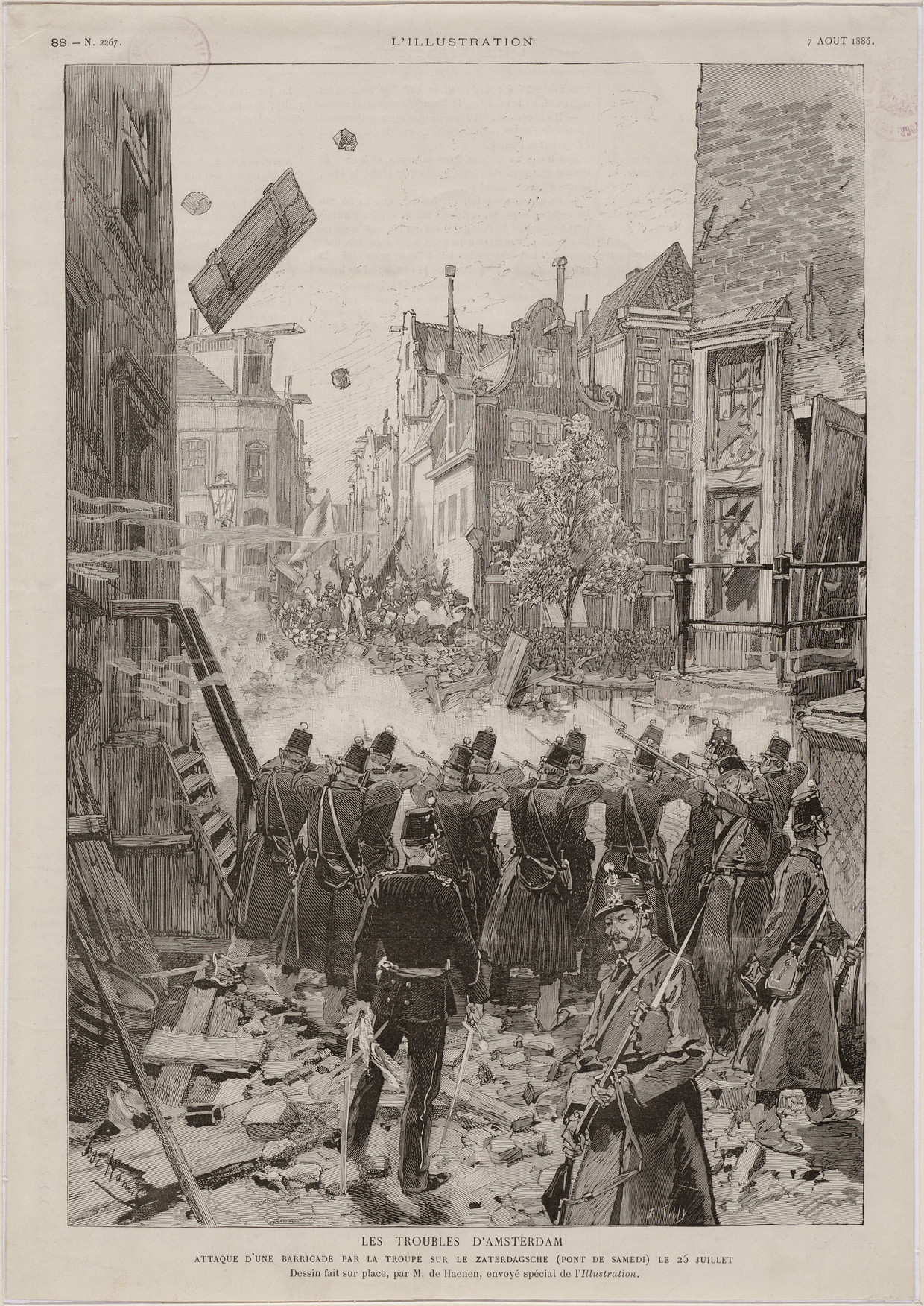
Het leger schoot met scherp, L'Illustration, 7 augustus 1886

Maandag 26 juli 1886 braken opnieuw rellen uit. Een met stokken en staven bewapende menigte belegerde het politiebureau aan de Noordermarkt. De in het nauw gedreven agenten moesten versterking inroepen en uiteindelijk zelfs het leger vragen om in te grijpen. Er brak een vreselijk gevecht uit, waarbij straten werden opgebroken en barricades opgeworpen. De Jordanezen bekogelden de politie vanaf hun daken met alles waar ze de hand op konden leggen. Het leger schoot met scherp terug. Toen de rust de volgende dag weergekeerd was, waren er 22 doden te betreuren en zeker 100 gewonden, van wie er nog 4 overleden.

## Na afloop
Na afloop was er veel kritiek in de pers op het politieoptreden. Volgens De Nieuwe Gids van januari 1887 was er de zondag ervoor een wedstrijd zaklopen georganiseerd die door de politie oogluikend was toegestaan. Na afloop was besloten dat men de volgende zondag een wedstrijd palingtrekken zou organiseren. De politie had door eerder en tactvoller optreden het oproer kunnen voorkomen.
Door anderen werd achter het oproer een socialistisch complot gezien, maar bij het proces dat eind 1886 tegen een aantal opgepakte oproerkraaiers werd gevoerd, stelde de openbare aanklager dat hem van een complot niets was gebleken.
In 1934 zou opnieuw een oproer in de Jordaan plaatsvinden, het Jordaanoproer.